# Eremiella outeniquae
Eremiella es un género monotípico de plantas fanerógamas perteneciente a la familia Ericaceae. Su única especie: Eremiella outeniquae es originaria de Sudáfrica.

## Descripción
Es un arbusto enano perennifolio que alcanza un tamaño de hasta 30 cm de altura.

## Taxonomía
Eremiella outeniquae  fue descrita por Robert Harold Compton y publicado en Journal of South African Botany 19: 120. 1953.
Sinonimia
- Erica outeniquae (Compton) E.G.H. Oliv.